# 재버워키
〈재버워키〉(Jabberwocky)는 1871년 루이스 캐럴이 쓴 《거울 나라의 앨리스》(원제 Through the Looking-Glass, and What Alice Found There)에 나오는 넌센스 시이다.
이 시는 영어로 쓰인 넌센스 시의 최고봉으로 꼽힌다.
작가가 언어적 상상력으로 창조한 새로운 의미와 발음의 단어가 많이 나와서 다른 언어로 번역하기가 아주 어려운 시이지만 각각의 언어가 가진 특성에 맞추어 재구성하여 한국어를 포함한 많은 언어로 번역이 되어 있다.

## 시의 내용

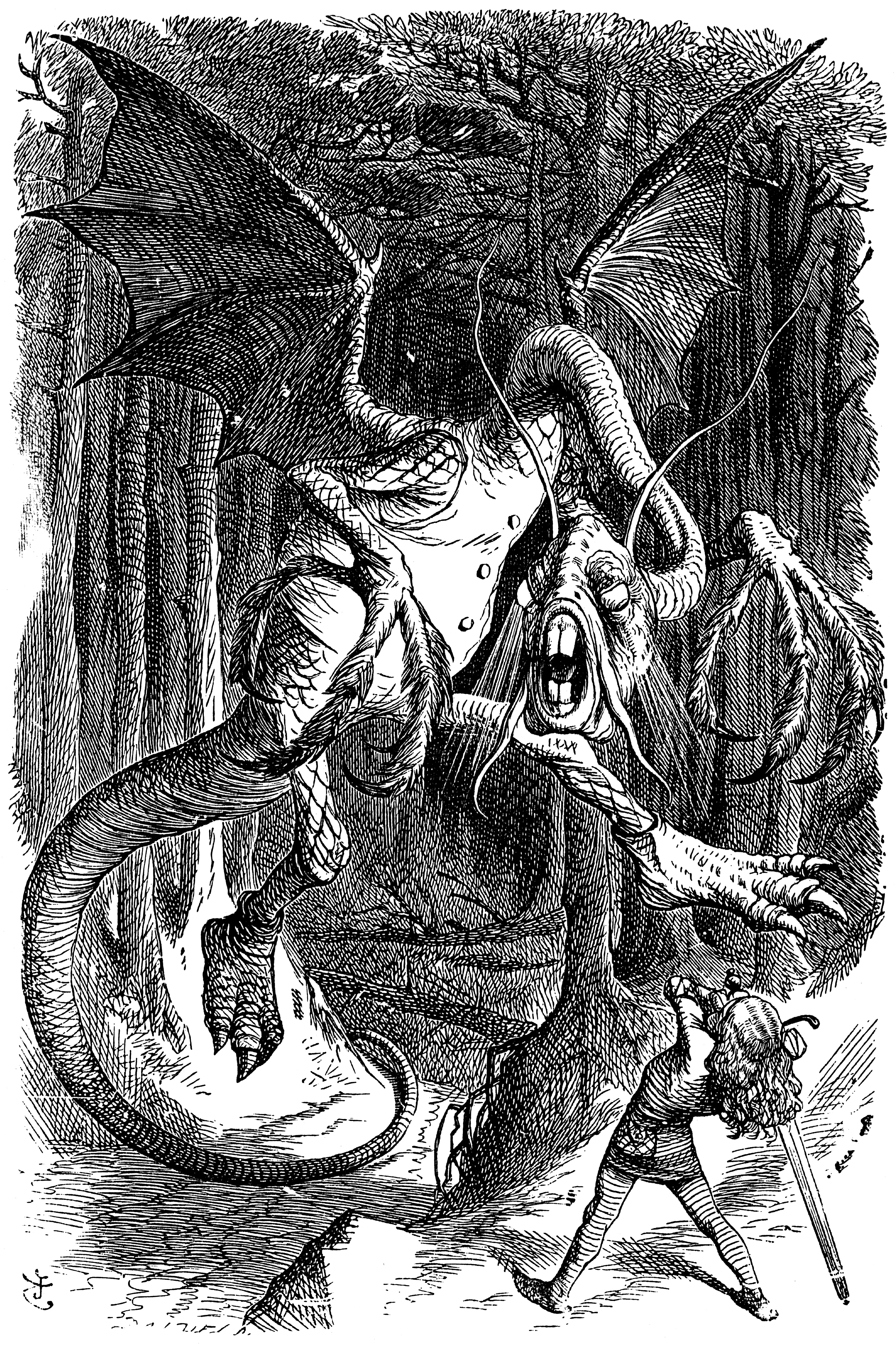
재버워크, 존 테니엘의 삽화

전체적으로 어느 기사가 재버워크라는 괴물을 무찌른다는 내용을 담고 있는 서사시 구조의 시이다.

## 단어 해설
이 시에 나오는 몇 개의 단어는 루이스 캐럴이 창안한 조어이고 그 대부분은 혼성어(portmanteau)이다. 《거울 나라의 앨리스》에서는 험프티 덤프티가 첫 번째 연에 나오는 무의미한 단어들의 뜻을 설명해 준다. 루이스 캐럴이 이후의 글을 통해서 일부 다른 단어들의 뜻을 설명하였다. 나머지 넌센스 단어들은 루이스 캐럴이 명확히 정의한 바가 없다. 심지어 루이스 캐럴 자신도 그 중 일부 단어들의 뜻을 모른다고 주장하기도 했다.
이 시에 대한 아주 자세한 분석은 어떻게 해서 이렇게 기이한 단어들을 만들게 되었는가에 관한 캐럴의 글을 포함해서 마틴 가드너의 《앨리스 주해서》(The Annotated Alice)에 나와 있다. 이 시에서 캐럴이 창조한 단어들 몇 개(예를 들어 "chortled", "galumphing", "frabjous", "vorpal")는 현재의 영어 단어로 포함되어 있다.
영어 단어 jabberwocky 자체도 무의미한 말을 가리키는 말로 쓰이기도 한다.

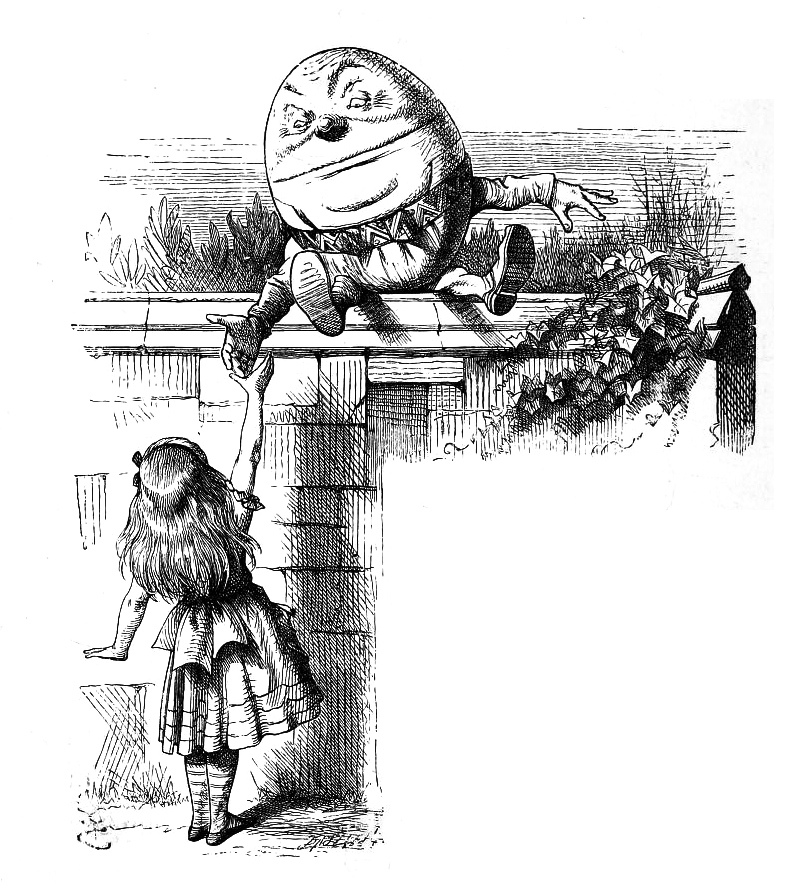
험프티 덤프티와 앨리스

Bandersnatch 확 잡아채는 턱을 가진 몸짓이 재빠른 생물체. 자신의 목을 늘릴 수 있다.
Borogove 마치 살아있는 자루걸레처럼 깃털이 몸 전체에서 돌출되어 있는 허약하고 볼품없는 새.
Brillig 오후 4시. 저녁거리를 끓이기 (broiling) 시작할 시간
Burbled "bleat"(매애 하고 울다), "murmur"(중얼거리다), "warble"(지저귀다)의 합성어로 추측
Chortled chuckle(낄낄 웃다)와 snort(코웃음치다)의 합성으로 추측
Frabjous fair(정당한)와 joyous(즐거운)의 두가지 뜻을 가진 단어로 추측.
Frumious "fuming"(김이 남)과 "furious"(화가 남)의 합성어
Galumphing "gallop"(갤럽:전속력으로 달림)과 "triumphant"(의기양양함)의 합성어로 추측
Gimble 나사송곳(gimlet) 같은 구멍을 만들다.
Gyre 자이로스코프처럼 돌고 돎 하지만 나중에 캐럴이 편지에서 이 단어가 개처럼 긁어대는 뜻으로도 사용했다. 캐럴은 이 단어의 발음이 "가이어"라고 지적했지만 영어 사전에서는 "자이어"로 등재되어 있는 것이 일반적이다.
Jubjub 영원한 욕정에 사로잡혀 절망에 빠진 새
Manxome "monstrous"(괴물 같은)와 "fearsome"(무시무시함)의 합성어로 추측. 망크스 고양이와도 관련이 있다고 여겨짐.
Mimsy "flimsy"(연약한)와 "miserable"(불쌍한)의 합성어
Mome "from home"의 축약형으로 추측. 래스(rath)들이 길을 잃은 것을 의미
Outgrabe 고함 치는 것과 휘파람 부는 것 사이의 중간 정도로 재채기와 비슷하게 소리를 냄.
Rath 녹색 돼지의 일종 (자세한 설명은 원형과 구성참고)
Slithy "lithe"(나긋나긋한)와 "slimy"(점액처럼 끈적끈적한)의 합성어
Toves 오소리, 도마뱀, 코르크 스크루가 합쳐진 생명체. 해시계 아래에서 둥지를 트는 아주 기이한 모습의 생물. 치즈를 먹고 산다.
Tulgey 두껍고 빽빽하고 어둡고 무서운.
Uffish 목소리가 쉬고 (gruffish) 태도가 거칠고 (ruffish) 기질이 거만한(huffish)한 정신 상태.
Vorpal 아주 날카롭고 잘 드는 검의 이름.
Wabe 해시계 주변의 조그만 풀밭. 각 가장자리가 해시계의 앞쪽(long way before), 뒤쪽 (long way behind), 너머(long way beyond)에 걸쳐 있어서 웨이브라고 불린다.

## 발음법
《스나크 사냥》의 서문에서 캐럴은 다음과 같이 썼다:
 내가 자주 받는 질문 즉 "slithy toves"를 어떻게 발음하는지에 대해서 답하고자 한다. "slithy"(슬라이디)의 "i"는 "writhe"에서처럼 길게 발음하고 "toves"(토브즈)는 "groves"와 운이 같게 발음한다. 그리고 "borogoves"(보로고브즈)의 첫 번째 "o"는 "borrow"의 첫 번째 "o"처럼 발음한다. 나는 사람들이 "worry"의 "o"처럼 발음하려는 것도 듣기도 한다. 그것은 ‘인간적인 곡해’라 할 것이다.

또한 1896년 크리스마스에 《거울 나라의 앨리스》에 관하여 작가가 쓴 주해에서 다음과 같이 밝혔다:
 〈재버워키〉에 나오는 새로운 단어들의 발음에 대해서 다양한 의견들이 나와서 여기서 지적을 하는 것이 좋겠다. "slithy"는 "sly, the"의 두 단어처럼 발음하고 "gyre"와 "gimble"의 "g"의 발음은 강한 "g" 발음이며 "rath"는 "bath"의 운에 맞추어 발음한다. 

## 원형과 구성

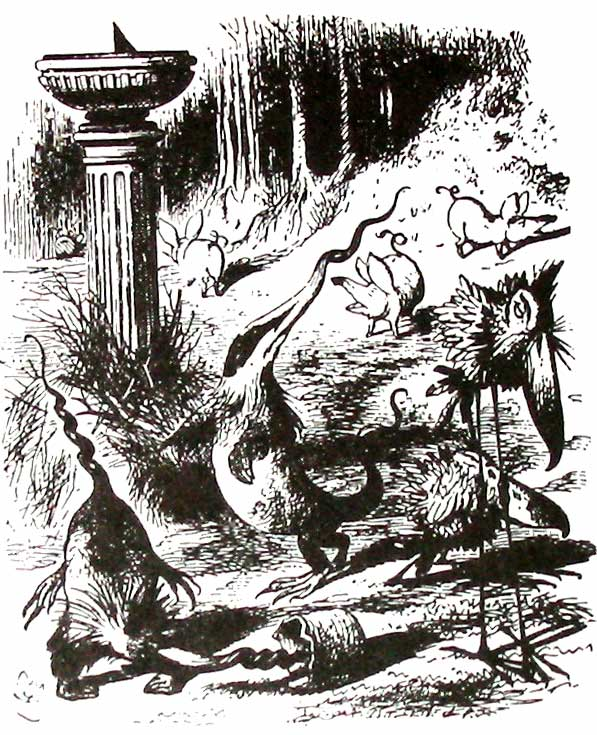
재버워키에 나오는 기이한 여러 생물들

이 시의 첫 째 연은 캐럴이 그의 가족을 즐겁게 하기 위해 직접 쓰고 삽화까지 그려서 만든 정기 간행물〈미시매시〉에 최초로 등장했다. 그것의 제목은 〈앵글로색슨 시가의 싯구절〉("Stanza of Anglo-Saxon Poetry")이었다. 거기서 캐럴은 험프티 덤프티가 설명한 것과는 다른 단어 설명으로 해석하기도 하였다. 예를 들면, "래스"는 바다거북의 땅에서 제비와 굴을 먹고 사는 어느 동물로 설명했다. 그리고 brillig의 철자도 i 두 개가 아니라 y 두 개로 썼다.
로저 랜슬린 그린은 타임즈 리터러리 서플리멘트 1957년 3월 1일판에서, 그리고 나중에 《루이스 캐럴 안내서》(1962년)에서 이 시의 나머지 부분은 고대 독일의 담시(譚詩) 〈거대한 산맥의 양치기〉("The Shepherd of the Giant Mountains")에서 영감을 받은 것이라 추측했다. 이 서사시에서 한 젊은 목동이 무시무시한 그리핀을 죽인다. 이 시는 루이스 캐럴의 친척인 메넬라 브루트 스메들리가 1846년에 영어로 번역하였다. 이것은 앨리스 관련 책이 나오기 한참 전의 일이다.
이 시는 넌센스한 단어를 많이 사용하고 있지만 그 구조가 완벽히 고전 영시의 작시법을 따르고 있다는 점에서 특히 흥미롭다. 문장의 구조가 아주 정확하고 (이것이 다른 언어로 번역할 때 상당히 어려운 점이 되기도 한다) 4행시, 압운, 약강격의 율격 같은 시의 형식도 잘 보여주고 있으며 이야기 내용도 어느 정도 사건의 흐름에 따라 이해할 수 있는 서술적인 구조로 되어 있다.
《거울 나라의 앨리스》에 나오는 앨리스의 말을 빌리자면 이 시의 특징을 다음과 같이 말할 수 있겠다. "이건 내 머리를 생각으로 가득 채우는 것 같아 – 단지 그 생각들이 정확히 뭔지는 모르겠지만 말이야. 하지만 누군가가 무언가를 죽였다는 건 확실한 것 같아."

## 여러 언어로 된 번역들
재버워키는 전 세계적으로 유명해서 한국어를 포함해서 포르투갈어, 카탈루냐어, 독일어, 에스파냐어, 프랑스어, 이탈리아어, 체코어, 헝가리어, 러시아어, 불가리아어, 일본어, 폴란드어, 벵갈어, 덴마크어, 라틴어, 클링온어, 에스페란토 등의 많은 언어로 번역이 되어 있다.
첫 째 연을 이들 일부 언어로 번역한 예가 아래에 있다.
이 시에 사용된 많은 중요 단어들이 캐럴이 만들어낸 말이고 그 이전에는 의미가 없는 단어이므로 번역 작업에는 상당한 어려움이 뒤따른다. 번역가들은 대체로 이들 단어에 대해서 번역하려는 언어에도 새로운 대응어를 직접 만들어서 번역을 처리한다. 때로는 번역해 옮길 언어의 조어법에 맞추면서 캐럴이 만들어낸 단어와 철자나 발음이 비슷한 단어로 만들기도 한다. 예를 들어 아래 번역 예에서 보듯이 프랭크 L. 워린은 프랑스어로 번역할 때 "'Twas brillig"를 "Il brilgue"로 옮겼다. 이 예에서는 두 단어 모두 사전에 있는 실제 어휘를 연상시키지만 반드시 비슷한 의미를 가지고 있는 것은 아니다.
번역가들은 캐럴이 사용한 영어의 어근과 유사한 의미를 가진 해당 언어의 단어를 어근으로 삼아 단어들을 이끌어서 창조하기도 한다. 더글러스 호프스태터가 지적했듯이 "slithy"란 단어는 영어의 "slimy", "slither", "slippery", "lithe", "sly" 같은 단어를 연상시킨다. 그래서 프랑스어 번역가는 "slithy"를 "lubricilleux"로 옮겼는데, 이것은 프랑스어의 "lubrifiaient"(윤할제를 바른)이란 단어를 떠올리게 해서 프랑스 사람들이 볼 때 원래 영어 단어가 주는 비슷한 의미의 느낌을 받게 한다.
이 시만 따로 떼어서 독립적으로 번역하거나 소설 전체의 일부로 번역하느냐에 따라서도 번역에 아주 큰 차이가 있다. 후자의 경우 번역가는 험프티 덤프티를 통해서 첫째 연의 신조어를 설명을 해 줘야 한다. 이렇게 하면 좀 더 캐럴 스타일의 번역이 된다. 예컨대 아래의 예에서 두 개의 덴마크어 번역을 비교해 보면 모겐스 예르민 니센의 번역은 곰곰이 생각하게 만드는 반면 아르네 헤를뢰프 페테르센의 번역은 좀 더 웃기고 넌센스적인 느낌이 드는 번역이라 할 수 있다.
폴란드어도 이 시의 여러 번역판이 있는데, 저명한 폴란드 시인인 스타니슬라프 바란차크의 번역과 유명한 정치인이자 브리지 선수인 야누스 코르윈미케의 번역 등이 있다. 인도의 영화 제작자이자 작가인 쇼토지트 라에(সত্যজিৎ রায়, Satyajit Ray)가 벵갈어로 번역한 재버워키도 있다.

### 첫째 연의 번역 예
| 프랑스어 (프랭크 L. 워린) | 독일어 (로버트 스콧) | 불가리아어 (라자르 골드만 & 스테판 게체프)                                                                                        | 러시아어 (사무일 마르샤크)                                                          |
| Il brilgue: les tôves lubricilleux Se gyrent en vrillant dans le guave. Enmîmés sont les gougebosqueux Et le mômerade horsgrave. | Es brillig war. Die schlichten Toven Wirrten und wimmelten in Waben; Und aller-mümsige Burggoven Die mohmen Räth' ausgraben. | Бе сгладне и честлинестите комбурси търляха се и сврецваха в плите; съвсем окласни бяха тук щурпите и отма равапсатваха прасурси. | Варкалось. Хливкие шорьки Пырялись по наве, И хрюкотали зелюки, Как мюмзики в мове. |

| 덴마크어 (모겐스 예르민 니센) Jabberwocky                                                                       | 덴마크어 (아르네 헤를뢰프 페테르센) Kloppervok                                                          | 폴란드어 (스타니슬라프 바란차크) Dziaberliada                                                                         | 폴란드어 (야누스 코르윈미케) Żabrołak                                                                                    |
| Et slidigt gravben vridrede i brumringen på tidvis plent, og lappingen var vaklig, og det borte grøfgrin grent. | I glummert lys den slyge spæg stod gomrende og glim. I børkens dyb stod mamren fjæg og bungrede i skim. | Brzdęśniało już; ślimonne prztowie Wyrło i warło się w gulbieży; Zmimszałe ćwiły borogowie I rcie grdypały z mrzerzy. | Błyszniało - szlisgich hopuch świr Tęczując w kałdach świtrzem wre, Mizgłupny był borolągw hyr, Chrząszczury wlizły młe. |